# Діфенбах
Діфенбах (нім. Diefenbach) — громада в Німеччині, розташована в землі Рейнланд-Пфальц. Входить до складу району Бернкастель-Віттліх. Складова частина об'єднання громад Трабен-Трарбах.
Площа — 1,42 км2. Населення становить 82 ос. (станом на 31 грудня 2020).